# Palma Čargo

Palma Čargo (Split, 2000.) - hrvatska jedriličarka
Odrasla je u  Varošu, jednim od najstarijih dijelova grada Splita. Dobila je ime po ulici u Varošu. Otac joj se bavio jedrenjem, a majka je bila prvakinja u ronjenju na dah. Prvo je trenirala gimnastiku, a jedrenje je počela trenirati sa 17 godina u klasi Optimist. Trenira u Jedriličarskom klubu Labud iz Splita. Nastupa u jedrenju na dasci u novoj olimpijskoj kategoriji iQFOiL.
Među njezinim najznačajnijim postignućima ističu se: drugo mjesto na svjetskoj ranking ljestvici krajem 2021. godine te 3. mjesto na svjetskoj ranking ljestvici godinu kasnije. Osvojila je brončanu medalju na Mediteranskim igrama u Alžiru 2022. godine te šesto mjesto na Europskom prvenstvu. Bila je 11. na  1. Svjetsko prvenstvo u jedrenju na dasci u olimpijskoj kategoriji iQFOiL u Silvaplani u Švicarskoj 2021. godine.
Među prvim je hrvatskim sportašima, koja je izborila normu za Olimpijske igre u Parizu 2024., još u rujnu 2023. Prva je žena koja nastupa za Hrvatsku u jedrenju na Olimpijskim igrama u olimpijskoj kategoriji iQFOiL.